# Access (banda)
Access, también conocida como AXS, es una banda de electropop y synth pop japonesa, formada por primera vez en 1992 y compuesta por Daisuke Asakura y Hiroyuki Takami. Asakura actúa como compositor, productor y tecladista del grupo, mientras que Takami es el vocalista y ocasionalmente también compositor. Actualmente está afiliada a Darwin Records, la discográfica privada de Asakura. 

## Historia

### 1992 - 1995
Access fue formada en 1991, luego de que Hiroyuki Takami conociera y actuase en algunos de los trabajos en solitario del tecladista Daisuke Asakura como vocalista invitado. En aquel entonces, Asakura trabajaba para la banda TM Network y Acess comenzó a operar oficialmente en 1992, después de que Asakura se separase de TM Network. En noviembre de 1992, el dúo lanzaría su primer sencillo, Virgin Emotion. A los pocos meses, en abril de 1993, lanzarían su primer álbum, "Fast Access". El éxito de Access pronto se hizo notar, por lo que el dúo siguió trabajando en varios sencillos y dos álbumes más; Access II y Delicate Planet. Access posteriormente pasó a ser conocida como "AXS", un apodo acuñado por Takami. AXS reemplazó el nombre del grupo en su tercer sencillo Naked Desire, aunque tiene numerosas variaciones dependiendo de su uso. Solo hay un álbum que tiene "AXS" acreditado como el nombre del grupo; AXS Remix Best Tracks. En todos sus álbumes de 1993-1995, las canciones fueron acreditadas como "songs by AXS". Asakura y Takami gozaron de un gran éxito antes de separarse en 1995 por razones sin especificar.

### 2002-presente
En 2002, se anunció el regreso de Access. El mismo año, Asakura y Takami lanzaron un nuevo sencillo titulado Only the love survive, el cual arrasó en las listas de Oricon. El dúo se ha mantenido unido desde entonces. Al mismo tiempo, Asakura siguió trabajando en solitario, compaginando varios trabajos de productor, compositor y cantautor.
En 2007, después de la masacre de Virginia Tech, Access produjo la canción Shadow Over the World en memoria de las víctimas. La canción fue lanzada en el álbum "binary engine" y tuvo su debut en vivo durante la gira de verano de la banda de ese mismo año.
Access también realizó uno de los temas de apertura de Code Geass, "Hitomi no Tsubasa", e hizo el tercer tema de apertura para D.Gray-man, "Doubt & Trust" en 2007. En julio de 2008, su sencillo "Dream Runner" fue presentado como el tema de apertura de la serie dramática de anime, Here is Greenwood. En 2009, Access presentó una versión musical de la película Goodbye Charlie, con Takami interpretando uno de los papeles principales y Asakura componiendo y dirigiendo la música. Su sencillo Bet ~ 追憶 lette Roulette ~, fue presentado como tema de cierre para la serie Sukimono de Fuji TV en 2012. Access también fue presentado en el evento de Fuji TV en vivo, "FNSうたの夏まつり", interpretando una versión de la canción de TM Network, "Be Together", junto con Tetsuya Komuro.

## Discografía

### Álbumes
- Fast Access (1993)
- Access II (1993)
- Misty Heartbreak Re-Sync Style (1994)
- Delicate Planet (1994)
- Live Ones Sync - Across Japan Tour '93-'94 (1995)
- Live Zeros Sync - Across Japan Tour '93-'94 (1995)
- AXS Single Tracks (1995)
- Sync - Beat Box -893 Days- (1999)
- Crossbridge (2002)
- Rippin' GHOST (2003)
- Re-sync GHOST
- diamond cycle (2007)
- binary engine (2007)
- access best selection (2007)
- Secret Cluster (2012)
- access BEST~double decades + half~(2017)
- Heart Mining (2017)

### DVD
- FAST ACCESS LOOKING 4 REFLEXIONS (1992)
- SECOND ACCESS LOOKING 4 REFLEXIONS II (1994)
- LIVE REFLEXIONS ACCESS TO SECOND (1994)
- LOOKING 4 REFLEXIONS III DELICATE PLANET (1994)
- LOOKING 4 REFLEXIONS IV SEQUENCE MEDITATION (1995)
- LIVE REFLEXIONS II SYNC-ACROSS JAPAN TOUR '94 DELICATE PLANET ARENA STYLE (1995)
- Access Tour 2002 "Crossbridge" Live at Tokyo International Forum (2002)
- Access Live Sync - Across 2002 "Summer Style" Live at Nippon Budokan (2003)
- access 15TH ANNIVERSARY DVD BOX (2008)